# Marc Iselin (Snowboarder)
Marc Iselin (* 29. April 1980 in Schlieren) ist ein ehemaliger Schweizer Snowboarder. Er startete in den Disziplinen Parallelslalom und Parallel-Riesenslalom.

## Werdegang
Iselin startete im Februar 2005 in Maribor erstmals im Snowboard-Weltcup und belegte dabei den 24. Platz im Parallel-Riesenslalom. Es folgten drei Top-Zehn-Platzierungen und zum Saisonende der 21. Platz im Parallel-Weltcup. Im April 2005 wurde er Schweizer Meister im Parallel-Riesenslalom. In der Saison 2005/06 erreichte er in Kronplatz mit Platz drei im Parallel-Riesenslalom seine erste Podestplatzierung im Weltcup und holte im Parallelslalom in Shukolovo seinen ersten Weltcupsieg. Er errang damit den siebten Platz im Gesamtweltcup sowie den fünften Platz im Parallel-Weltcup. Nach Platz drei im Parallelslalom in Landgraaf zu Beginn der Saison 2006/07 kam er im Weltcup fünfmal unter die ersten zehn. Dabei siegte er erneut im Parallelslalom in Shukolovo und fuhr im Parallel-Riesenslalom in Stoneham auf den dritten Platz. Beim Saisonhöhepunkt, den Snowboard-Weltmeisterschaften 2007 in Arosa, wurde er im Parallel-Riesenslalom sowie im Parallelslalom jeweils Neunter. Die Saison beendete er auf dem neunten Platz im Gesamtweltcup sowie auf dem siebten Rang im Parallel-Weltcup. Zu Beginn der Saison 2007/08 kam er im Parallelslalom in Landgraaf mit Platz drei letztmals im Weltcup aufs Podest. Im weiteren Saisonverlauf erreichte er mit vier Top-Zehn-Platzierungen den 23. Platz im Gesamtweltcup und den 14. Rang im Parallel-Weltcup. In der Saison 2008/09 belegte er den 16. Platz im Parallel-Weltcup und bei den Snowboard-Weltmeisterschaften 2009 in Gangwon den 18. Platz im Parallelslalom sowie den 12. Rang im Parallel-Riesenslalom. In seiner letzten Weltcupsaison 2009/10 errang er bei seiner einzigen Olympiateilnahme im Februar 2010 in Vancouver den 19. Platz im Parallel-Riesenslalom und bei seinem letzten Weltcup in La Molina den 36. Platz im Parallel-Riesenslalom. Zudem siegte er im April 2010 bei den Schweizer Meisterschaften im Parallel-Riesenslalom und belegte im Parallel-Weltcup den 24. Platz.

## Teilnahmen an Weltmeisterschaften und Olympischen Winterspielen

### Olympische Winterspiele
- 2010 Vancouver: 19. Platz Parallel-Riesenslalom

### Snowboard-Weltmeisterschaften
- 2007 Arosa: 9. Platz Parallel-Riesenslalom, 9. Platz Parallelslalom
- 2009 Gangwon: 12. Platz Parallel-Riesenslalom, 12. Platz Parallelslalom

## Weltcupsiege und Weltcup-Gesamtplatzierungen

### Weltcupsiege
| Nr. | Datum           | Ort       | Disziplin      |
| --- | --------------- | --------- | -------------- |
| 1.  | 1. März 2006    | Shukolovo | Parallelslalom |
| 2.  | 9. Februar 2007 | Shukolovo | Parallelslalom |

### Weltcup-Gesamtplatzierungen
| Saison  | Gesamt | Gesamt | Parallel | Parallel |
| Saison  | Punkte | Platz  | Punkte   | Platz    |
| ------- | ------ | ------ | -------- | -------- |
| 2004/05 | -      | -      | 1620     | 21.      |
| 2005/06 | 3748   | 7.     | 3748     | 5.       |
| 2006/07 | 3660   | 9.     | 3660     | 7.       |
| 2007/08 | 2670   | 23.    | 2670     | 14.      |
| 2008/09 | 1716   | 40.    | 1716     | 16.      |
| 2009/10 | 1089   | 65.    | 1089     | 24.      |